# أوين مارشال (لاعب كرة قدم)
أوين مارشال (بالإنجليزية: Owen Marshall)‏ (17 سبتمبر 1892 - 18 مايو 1963) هو لاعب كرة قدم بريطاني (وحمل سابقاً جنسية المملكة المتحدة لبريطانيا العظمى وأيرلندا) في مركز الدفاع. لعب مع تشيلسي.